# Kaloleni (Moshi)
Kaloleni ist ein Verwaltungsbezirk (Ward) des Distrikts Moshi (MC) in der tansanischen Region Kilimandscharo.

## Geografie
Kaloleni liegt im Nordosten von Tansania im Süden der Regionshauptstadt Moshi. Der Bezirk liegt östlich der Bahnlinie von Moshi nach Tanga und am Westrand des Rau-Naturwaldreservats. Hier ist mit dem Fluss Rau das größte Gewässer.
Der Bezirk grenzt im Norden an Njoro, im Nordosten an Miembeni, im Osten an Old Moshi Magharibi, im Süden an Mabogini und im Westen an Bomambuzi. Bei der Volkszählung 2022 lebten 8264 Menschen in 2422 Haushalten auf einer Fläche von 3,1 Quadratkilometern.

## Gliederung
Der Bezirk besteht aus zwei Stadtteilen (Mtaa):
- Kalimani
- Kaloleni

## Wirtschaft und Infrastruktur
- Bildung: Die Kaloleni Islamic Secondary School ist eine private weiterführende Schule für Mädchen.[8] Die öffentliche Msasani Secondary School bildet Mädchen und Burschen bis zur 4. Stufe aus.[9]
- Gesundheit: Im Bezirk liegt eine staatliche Apotheke.[10]

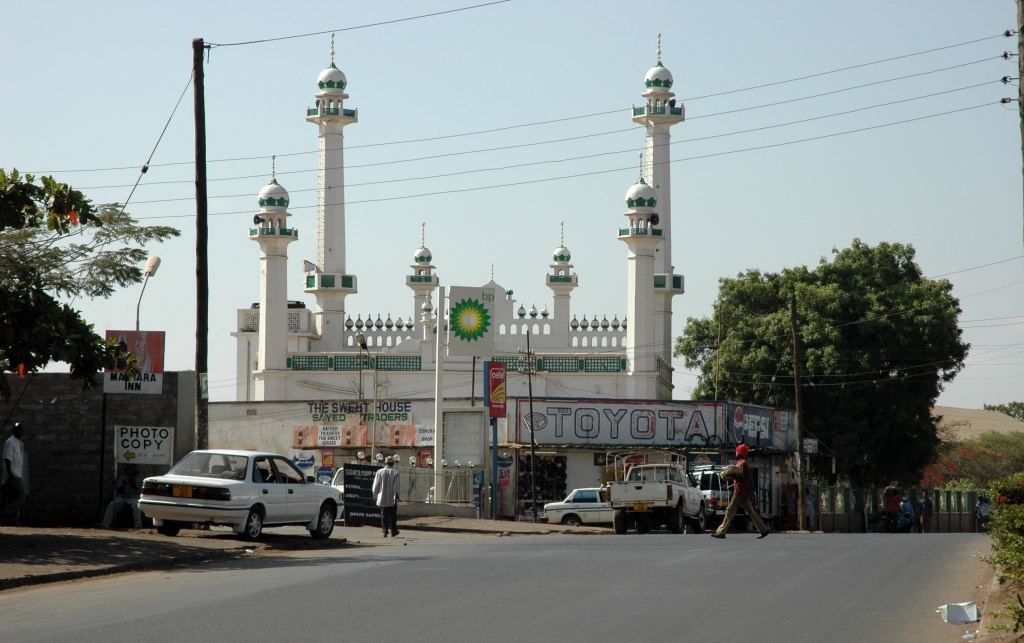
Moschee

## Sehenswürdigkeiten
Im Bezirk liegt die größte Moschee von Moshi.